# Chissioua Sada
Chissioua Sada est un îlot de Mayotte appartenant administrativement à Sada.

## Géographie
Il est situé à environ 600 m au centre-ouest de Mayotte et s'étend sur environ 200 m de longueur pour 110 m de largeur. Il peut être rejoint à pied à marée basse par le « tombolo ».